# Каменово (Разградська область)
Ка́меново (болг. Каменово) — село в Разградській області Болгарії. Входить до складу общини Кубрат.

## Населення
За даними перепису населення 2011 року у селі проживали 406 осіб, з них 383 особи (99,5%) — болгари.
Розподіл населення за віком у 2011 році:
Динаміка населення: